# 7-Hydroxynaphthalin-1,3-disulfonsäure
7-Hydroxynaphthalin-1,3-disulfonsäure (Trivialname G-Säure) ist eine chemische Verbindung aus der Gruppe der Buchstabensäuren, die als industrielles Zwischenprodukt zur Synthese von Azofarbstoffen eingesetzt wird.

## Herstellung
7-Hydroxynaphthalin-1,3-disulfonsäure (2) wird aus 2-Hydroxynaphthalin (1) hergestellt, indem zunächst mit 98 %iger Schwefelsäure und anschließend mit 20 %igem Oleum sulfoniert wird.

## Eigenschaften
Durch Umsetzung mit Oleum bei erhöhter Temperatur lässt sich die 7-Hydroxynaphthalin-1,3-disulfonsäure zur 7-Hydroxynaphthalin-1,3,6-trisulfonsäure weitersulfonieren. Mit Diazoniumverbindungen kuppelt die 7-Hydroxynaphthalin-1,3-disulfonsäure in der 8-Position, wobei die Reaktion jedoch träge verläuft.

## Verwendung
7-Hydroxynaphthalin-1,3-disulfonsäure ist ein Zwischenprodukt bei der Herstellung von weiteren Hydroxy- und Aminosubstituierten Naphthalinsäurederivaten. Die Verbindung wird als Kupplungskomponente bei der Herstellung von verschiedenen Azofarbstoffen eingesetzt.
| Azofarbstoffe mit 7-Hydroxynaphthalin-1,3-disulfonsäure als Kupplungskomponente | Azofarbstoffe mit 7-Hydroxynaphthalin-1,3-disulfonsäure als Kupplungskomponente | Azofarbstoffe mit 7-Hydroxynaphthalin-1,3-disulfonsäure als Kupplungskomponente |
| ------------------------------------------------------------------------------- | ------------------------------------------------------------------------------- | ------------------------------------------------------------------------------- |
|                                                                                 |                                                                                 |                                                                                 |
| C.I. Acid Orange 10                                                             | C.I. Acid Red 18                                                                | C.I. Acid Red 73                                                                |